# JK Sillamäe Kalev
Jalgpalliklubi Sillamäe Kalev eller Sillamäe Kalev er en estisk fodboldklub. Klubben er har hjemme i Sillamäe.

## Mesterskaber
- Meistriliiga (D1)
  - Andenplads (2): 2009 og 2014.

- Pokalturnering
  - Andenplads (1): 2015–16.

## Historiske slutplaceringer
| Sæson | Niveau | Liga         | Placering | Info   |
| ----- | ------ | ------------ | --------- | ------ |
| 2008. | 1.     | Meistriliiga | 5.        | [ 1 ]  |
| 2009. | 1.     | Meistriliiga | 2.        | [ 2 ]  |
| 2010. | 1.     | Meistriliiga | 5.        | [ 3 ]  |
| 2011. | 1.     | Meistriliiga | 5.        | [ 4 ]  |
| 2012. | 1.     | Meistriliiga | 5.        | [ 5 ]  |
| 2013. | 1.     | Meistriliiga | 3.        | [ 6 ]  |
| 2014. | 1.     | Meistriliiga | 2.        | [ 7 ]  |
| 2015. | 1.     | Meistriliiga | 5.        | [ 8 ]  |
| 2016. | 1.     | Meistriliiga | 5.        | [ 9 ]  |
| 2017. | 1.     | Meistriliiga | 10.       | [ 10 ] |

## Klub farver
| Sillamäe Kalev | Sillamäe Kalev |

## Ekstern henvisninger
- JK Sillamäe Kalev officielle hjemeside Arkiveret 29. oktober 2012 hos  Wayback Machine (estisk)